# Relations entre la Géorgie et Israël
Les relations entre la Géorgie et Israël sont des relations internationales s'exerçant entre la Géorgie et l'État d'Israël. Elles sont établies formellement le 1er juin 1992 après l'indépendance de la Géorgie vis-à-vis de l'URSS. La Géorgie dispose d'une ambassade à Tel Aviv tandis qu'Israël dispose d'une ambassade à Tbilissi.

## Histoire

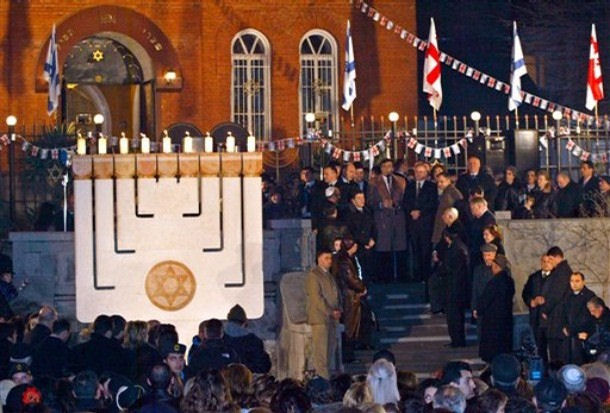
Célébration du de la création de l'État d'Israël à Tbilissi en 2007.

Environ 120 000 Juifs géorgiens vivent en Israël et 13 000 autres en Géorgie. Durant la deuxième guerre d'Ossétie du Sud en 2008, le ministère des Affaires étrangères israélien a indiqué que l'État hébreu reconnaissait l'intégrité territoriale géorgienne et a appelé à une solution pacifique. En 2012, Archil Kekelia est désigné ambassadeur de Géorgie en Israël. Ses deux principales missions sont de rénover le Monastère de la Croix à Jérusalem, pris par les orthodoxes grecs il y a plus de 300 ans, et de promouvoir les relations économiques avec l'État hébreu.
Le 13 février 2012, une bombe placée sous la voiture d'un membre de l'ambassade israélienne à Tbilissi est désamorcée par les autorités géorgiennes avant qu'elle n'ait pu exploser, attentat qui aurait été planifié par le Hezbollah et l'Iran.

## Accords sur le tourisme
En 2010, Israël et la Géorgie ont signé des accords bilatéraux relatifs au tourisme et au trafic aérien. En 2010, la ministre géorgienne de l'économie et du développement, Vera Kobalia, a visité Israël.

## Coopération militaire
Israël s'est engagé dans une vaste coopération militaire avec la Géorgie, vendant aux forces armées géorgiennes des véhicules blindés et des armes légères. Les forces spéciales israéliennes et les entrepreneurs privés ont également entraîné et formé les troupes géorgiennes. Israël a vendu par ailleurs aux Géorgiens des drones, des lance-roquettes multiple LAR-160, des mines antichars et des armes à sous-munitions. 
Le 5 août 2008, Israël aurait prévu toutefois d'arrêter ses ventes d'armes à la Géorgie en raison des objections russes. Les Israéliens continuent cependant d'entraîner les forces géorgiennes, mais à une échelle plus limitée.